# Hadsund Havnebane
Hadsund Havnebane var en 513 m lang havnebane der blev anlagt i 1928 og gik fra Hadsund Nord Station til Hadsund Havn. Havnebanen blev nedlagt 31. marts 1969 sammen med Aalborg-Hadsund Jernbane og Randers-Hadsund Jernbane.
På havnen var der to spor. Det ene gik på kanten af kajen, det andet gik 7 meter længere mod nord og var 169 meter langt. De to spor mødtes få meter vest for Hadsundbroen, men forenedes først med Randers-Hadsund Jernbane i et sporskifte på selve Hadsund Nord Station. Mellem Hadsund Nord Station og Hadsundbroen havde man Danmarks smalleste dobbeltspor - så smalt, at man kun kunne benytte et af sporene ad gangen.

## Historie
Efter Hadsundbroens indvielse i 1904 begyndte arbejdet på at få etableret et spor fra Hadsund Nord Station til Hadsund Havn. L. Schlegel lavede i 1907 tegninger til projektet og overslag over udgifterne, men allerede året efter meddelte direktøren for Aalborg-Hadsund Jernbane, at der var flere tekniske problemer, bl.a. med tilslutningen til stationen. I 1912 tog man atter fat på at få havnebanen bygget, og der blev nedsat et nyt udvalg, men det fik formentlig ikke nogen kapital til anlægget før 1. verdenskrig begyndte og satte en stopper for projektet. I 1920 blev sagen atter taget op. I september 1920 forelå et udkast fra banen til en overenskomst om anlæg og drift af en havnebane i Hadsund. Den endelige overenskomst blev underskrevet den 20. marts 1926, og i 1928 kunne havnebanen tages i brug. Anlægget kostede 56.000 kr., hvoraf staten betalte det halve og Aalborg Amt en fjerdedel.

### Nedlæggelsen
Havnebanen blev nedlagt 31. marts 1969 sammen med Aalborg-Hadsund Jernbane og Randers-Hadsund Jernbane, og sporet fra Hadsund Nord Station ned til Hadsund Trafikhavn blev taget op i 1969 sammen med sporet på Randers-Hadsund Jernbane, så tracéet fra de to baner kunne bruges til anlæg af Alsvej og Randersvej, der fører over den nye Hadsundbro.
Men på selve havnen blev skinnerne liggende. I 1979 blev der lagt asfalt oven på de to jernbanespor, og nogle steder kan man stadig se, hvor de ligger. Fra Hadsund Havn til lidt øst for den gamle Hadsundbro er der i dag et grønt område med stier og springvand. Hadsund Nord Station blev revet ned i 1985, og der ligger i dag en Fakta.

## Billeder fra havnebanens tracé
- Alsvej i Hadsund, hvor Hadsund Nord station lå th. i billedet. Havnebanen gik i venstre side af vejen tæt på det grå hus efter rundkørslen, hvor den skiftede over i højre side af vejen
- Efter den første rundkørsel på Alsvej og det grå hus tv. gik Randers-Hadsund-banen i venstre side af vejen og havnebanen i højre side
- Efter Brogade, hvor Randers-Hadsund-banen drejede fra over broen, fortsatte havnebanen tæt forbi Villa Brolykke og de store træer ned til det sorte hus, hvor den svingede th. langs kajen
- Nede på kajen delte havnebanen sig i to spor
- For enden af kajen ser man tydeligt spor 2 lige under asfalten, og der er asfalteret efter at en stopbom er fjernet
- Kig tilbage mod den nye Hadsundbro. Foruden spor 2 tv. ser man - mindre tydeligt - spor 1 th. under asfalten